# Thomasomys monochromos
Thomasomys monochromos is een zoogdier uit de familie van de Cricetidae. De wetenschappelijke naam van de soort werd voor het eerst geldig gepubliceerd door Bangs in 1900.

## Voorkomen
De soort komt voor in Colombia.